# Willibald Katzinger
Willibald Katzinger (* 31. März 1949 in Altenfelden; † 13. Mai 2019) war ein österreichischer Historiker und Museumsleiter.

## Leben
Willibald Katzinger studierte in Salzburg und Wien Germanistik und Geschichte, 1975 dissertierte er im Fach Geschichte an der Universität Wien zum Thema „Die Märkte in Oberösterreich“. Er wurde der erste Mitarbeiter des Ludwig-Boltzmann-Instituts in Linz und arbeitete ab 1978 am Linzer Stadtarchiv. Von 1990 bis zu seiner Pensionierung 2010 war Katzinger Direktor des Linzer Stadtmuseums Nordico.
Katzinger verfasste einige wissenschaftliche Publikationen. Sein Werk zur Linzer Stadtgeschichte gilt als Standardwerk.
Katzinger lebte in Enns. Im Mai 2019 starb er nach langer Krankheit im 71. Lebensjahr. 

## Publikationen (Auswahl)
- Willibald Katzinger: Das Bürgerspital. In: Historisches Jahrbuch der Stadt Linz 1977. Linz 1978, S. 11–102 (ooegeschichte.at [PDF]; Geschichte der Linzer Einrichtung vor 1328 bis 1808).
- Willibald Katzinger: Das Theresianische Waisenhaus. Ein Kapitel über Kinderarbeit im Linz des 18. Jh. In: Historisches Jahrbuch der Stadt Linz 1982. Linz 1984, S. 75–113 (ooegeschichte.at [PDF]).
- Willibald Katzinger: Der Industrie- und Gewerbeverein für Enns und Umgebung 1842-1848. In: Oberösterreichische Heimatblätter. Jahrgang 48, Linz 1994, Heft 3, S. 222–245 (ooegeschichte.at [PDF]).
- Willibald Katzinger: Das Ennser Privilegienbuch des Hans von Munspach aus dem Jahre 1397. In: Landesgeschichte und Archivwissenschaft. Festschrift zum 100jährigen Bestehen des Oö. Landesarchivs (= Mitteilungen des Oberösterreichischen Landesarchivs 18). Linz 1996, S. 251–310 (ooegeschichte.at [PDF]).
- Willibald Katzinger: 1000 Titel. Bibliographie Georg Wacha. In: Jahrbuch des Oberösterreichischen Musealvereines. Band 149b, Linz 2004, S. 199–279 (zobodat.at [PDF]).
- Willibald Katzinger: Kleine Linzer Stadtgeschichte. Verlag Pustet 2008, ISBN 9783791721323.[2]
- Willibald Katzinger: Markt und Maut im Mittelalter.  In: Jahrbuch des Oberösterreichischen Musealvereines. Band 157, Linz 2012, S. 125–144 (zobodat.at [PDF]).
- Willibald Katzinger: Mauthausen – Markt und Maut im Mittelalter. Mauthausen 2013.
- Willibald Katzinger: Zur Hinrichtung zweier Bettler. Die Urgicht der Räuber und Mörder Peter Belzly und Hanns Ruff in Konstanz im Jahr 1511. In: Schriften des Vereins für Geschichte des Bodensees und seiner Umgebung. Band 131, 2013, S. 83–113. In:  Digitalisat
- Willibald Katzinger: Bemerkenswerte Details zum Bau der Donaubrücke in Mauthausen 1502. In: Jahrbuch des Oberösterreichischen Musealvereines. Band 159, Linz 2014, S. 113–179 (zobodat.at [PDF]).